# 卜部平麻呂
卜部 平麻呂（うらべ の ひらまろ）は、平安時代前期の貴族。名は真雄、日良麿とも記される。姓は宿禰。卜部氏（伊豆卜部氏）の祖。子に豊宗がいる。官位は従五位下・丹波介。

## 出自
平麻呂は伊豆国の出身とされるが、その出自は明らかではない。大中臣清麻呂の孫にあたる智治麻呂の子とする系図もあるが、宿禰姓の平麻呂が朝臣姓の大中臣氏の後裔であることは考えにくいことから、後世の仮冒とされる。ほかに、中臣氏族とし、卜部嶋足あるいは卜部宮守の子とする系図もある。

## 経歴
幼い頃から亀卜（亀甲を焼くことで現れる亀裂の形（卜兆）により吉凶を占うこと）を習得した。神祇官の卜部となり、亀卜により義疑を決するにあたって能力を発揮したという。卜術に優れていたことから、承和5年（838年）の遣唐使に加わり入唐する。翌年帰国した後、神祇大史・神祇少佑を経て、文徳朝末の斉衡4年（857年）外従五位下に叙せられる。
天安2年（858年）神祇権大佑に任ぜられ宮主を兼ね、貞観8年（866年）三河権介を経て、貞観10年（868年）内位の従五位下に叙位。こののち、備後介・丹波介と清和朝後半以降は地方官を歴任すると共に、真雄から平麻呂に改名している。
元慶5年（881年）12月5日卒去。享年75。最終官位は従五位下行丹波介。

## 官歴
『日本三代実録』による。
- 承和年間：神祇大史
- 嘉祥3年（850年） 日付不詳：神祇少祐
- 斉衡4年（857年） 日付不詳：外従五位下
- 天安2年（858年） 日付不詳：神祇権大佑。日付不詳：兼宮主
- 貞観8年（866年） 2月13日：三河権介
- 貞観10年（868年） 正月7日：従五位下（内位）
- 時期不詳：備後介。丹波介。真雄から平麻呂に改名
- 元慶5年（881年） 12月5日：卒去（従五位下行丹波介）